# Карликовый долгопят
Карликовый долгопят (лат. Tarsius pumilus) — вид приматов семейства долгопятовые. Это ночной примат, обитающий в центральной части острова Сулавеси, Индонезия. Ранее считалось, что карликовый долгопят вымер в начале XX века, однако в 2000 году индонезийские учёные неожиданно обнаружили мёртвое животное в ловушке для крыс. Первый живой экземпляр начиная с 1920-х годов был найден командой исследователей из Техасского университета A&M в национальном парке Лоре-Линду в августе 2008 года. Два самца и самка были пойманы при помощи ловчей сети и снабжены радиопередатчиком для отслеживания их перемещений.

## Описание
Длина тела составляет от 95 до 105 мм, масса менее 57 г. Это самый маленький представитель долгопятов. Уши очень маленькие, шерсть достаточно светлая, с коричневато-красным оттенком. Хвост покрыт густой шерстью, длина составляет от 135 до 275 мм. Глаза большие, около 16 мм в диаметре. В отличие от других ночных видов, у долгопятов за сетчаткой нет тапетума (особой отражательной оболочки) из-за дневной истории эволюции приматов. Ногти есть на всех пяти пальцах передних конечностей и на двух пальцах на задних конечностей.

## Поведение
Образуют пары, находящиеся вместе до 15 месяцев. В году два брачных сезона, один в начале сезона дождей, другой в конце, через полгода. Беременность длится в среднем 178 дней, роды проходят в мае или в ноябре-декабре. Детёныши развиваются достаточно быстро, в возрасте 42 дней они уже способны добывать себе добычу. Самки остаются с родителями до полового созревания, самцы покидают семью немного раньше. Ночные животные, проводящие большую часть времени на деревьях. День проводят во сне на вертикальных ветвях деревьев. Гнёзд не строят. В отличие от других видов долгопятов, не используют пахучие железы для помечания территории. Долгопяты с островов Бохоль и Лейте способны общаться при помощи звуков на частотах ультразвукового диапазона (около 70 кГц). Все долгопяты — хищники, питающиеся в основном насекомыми. Это единственные приматы, в рационе которых нет растительной пищи.